# Чанкільо
9°33′24″ пд. ш. 78°14′09″ зх. д. / 9.55666667° пд. ш. 78.23583333° зх. д.
Чанкільо (ісп. Chanquillo) — стародавній монументальний комплекс на заході Перу. Лежить у прибережній пустелі у долині річки Касма у регіоні Анкаш. До комплексу входять руїни форту на вершині пагорба, сонячна обсерваторія «Тринадцять веж», а також житлові райони та зона зборів. Обсерваторія Тринадцять веж побудована в 4 столітті до нашої ери. У липні 2021 року об'єкт отримав статус Всесвітньої спадщини ЮНЕСКО
Місце займає близько чотирьох квадратних кілометрів (1,5 квадратних миль) і інтерпретується як укріплений храм.

## Сонячна обсерваторія «Тринадцять веж»
Тринадцять рівномірно розташованих веж Чанкілло були побудовані на хребті невисокого пагорба, що тягнеться з півночі на південь, утворюючи «зубчастий» горизонт з вузькими проміжками. Вежі мають кубічну форму з обрізаного каменю та глини. Перші десять веж розташовані по осі північ-південь, а останні три показують зміну напрямку на південний захід. Висота веж коливається від 2 до 6 метрів. Відстань між ними коливається від 4,7 м до 5,1 м. Кожна вежа має круті вузькі вбудовані сходи на північній і південній сторонах, які ведуть на вершину вежі.
На сході та на заході дослідники визначили дві можливі точки спостереження. З огляду на ці переваги, 300-метровий розкид веж уздовж горизонту дуже точно відповідає позиціям сходу та заходу сонця протягом року. У день зимового сонцестояння сонце сходило за крайньою лівою вежею (№ 13) і піднімалося за кожною з веж, поки не досягало крайньої правої вежі через шість місяців у день літнього сонцестояння, позначаючи плин часу. Тринадцять веж Чанкільо можуть бути найдавнішою відомою обсерваторією в Америці. Жителі Чанкільо змогли б визначити точну дату, спостерігаючи за сходом або заходом сонця з правильної вежі.

Вежі були відомі мандрівникам протягом 200 років, але вони були визначені як астрономічне місце у 2007 році.